# Opium (álbum de KMFDM)
Opium es el primer álbum de la banda de Rock industrial KMFDM, lanzado en 1984, en formato casete. El álbum fue relanzado en 2002 por KMFDM Records. Originalmente, fue grabado en Hamburgo, Alemania. 
Opium es unos de los dos álbumes de KMFDM, que no utiliza como portada de álbum el trabajo del artista de Pulp ingles Aidan Hughes (También conocido como Brute!).

## Lista de canciones
1. Fix Me Up
2. Splatter
3. The Smell
4. Helmut! Mein Helmut
5. Warp'd
6. Penetration
7. Entschuldigung
8. Cuntboy
9. RAF OK
10. Mating Sounds of Helicopters

- Datos: Q1399589